# Nelson Cuero
Nelson Cuero (Nechí, Antioquia, Colombia, 21 de enero de 1995) es un futbolista colombiano. Juega como lateral derecho y está libre. Recientemente ha jugado el Torneo del Olaya y la Copa Trinche.

## Trayectoria

### Millonarios FC
Llegó a Millonarios en el año 2014 proveniente de la selección del pueblo de Istmina, Chocó, lugar a donde se había ido a jugar buscando una oportunidad de que un equipo profesional lo viera.
Debutó como profesional el domingo 2 de noviembre de 2014 en el partido que Millonarios empató 0-0 con Uniautónoma en el Estadio El Campín  de Bogotá en cumplimiento de la decimoséptima fecha de la Torneo Finalización 2014. El técnico argentino Ricardo Lunari le dio la oportunidad de debutar iniciando el partido como titular y siendo reemplazado por Álex Díaz a los 80 minutos de juego.

## Clubes
| Club                   | País                 | Temporadas  |
| ---------------------- | -------------------- | ----------- |
| Millonarios            | Colombia             | 2014 - 2015 |
| Atlético San Francisco | República Dominicana | 2021        |

## Estadísticas
| Club                      | Temporada           | Liga  | Liga  | Copa Nacional | Copa Nacional | Copa Internacional | Copa Internacional | Total | Total | Prom. · |
| Club                      | Temporada           | Part. | Goles | Part.         | Goles         | Part.              | Goles              | Part. | Goles | Prom. · |
| ------------------------- | ------------------- | ----- | ----- | ------------- | ------------- | ------------------ | ------------------ | ----- | ----- | ------- |
| Millonarios FC · Colombia | 2014                | 2     | 0     | 0             | 0             | -                  | -                  | 2     | 0     | 0,00    |
| Millonarios FC · Colombia | 2015                | 0     | 0     | 3             | 0             | -                  | -                  | 3     | 0     | 0,0     |
| Millonarios FC · Colombia | Total               | 2     | 0     | 3             | 0             | 0                  | 0                  | 5     | 0     | 0,0     |
| Total en su carrera       | Total en su carrera | 2     | 0     | 3             | 0             | 0                  | 0                  | 5     | 0     | 0,0     |